# 克拉普頓站
克拉普頓站（英語：Clapton railway station）是倫敦地上鐵的一個車站，位於哈克尼區的克拉普頓地區。克拉普頓站位於倫敦第2及第3收費區的交界點。
由大盎格利亚运营的国铁服务在哈克尼唐斯站与托特纳姆谷站间运行时会途经该站，但所有列车均不在此停靠。